# 스사키역
스사키역(일본어: 須崎駅)은 일본 고치현 스사키시에 위치한 서일본 여객철도 도산 선의 철도역이다. 역 번호는 K19이며, 단선 · 섬식의 형태를 합친 복합 구조의 승강장을 갖춘 지상역이다.

## 타는 곳
| 1 | ■ 도산 선 | (상행) | 이노 · 고치 · 도사야마다 · 다카마쓰 · 오카야마 방면 | (특급 · 보통) |
| 2 | ■ 도산 선 | (하행) | 구보카와 · 나카무라 · 스쿠모 방면                   | (특급 · 보통) |
| 3 | ■ 도산 선 | (상행) | 이노 · 고치 · 도사야마다 방면                       | (보통만)      |
| 3 | ■ 도산 선 | (하행) | 구보카와 행                                         | (보통만)      |

## 역 주변
- 국도 제56호선
- 국도 제494호선

## 역사
- 1924년 3월 30일 : 도산 선의 전신인 고치 선의 기점역으로서 개업. 스사키 항으로부터 자재의 육양만이 행해져, 당 역으로부터 도산 선의 건설 개시.
- 1955년 : 현재의 역사가 준공.
- 1987년 4월 1일 : 일본국유철도 분할 민영화에 의해, 시코쿠 여객철도가 승계.
- 2009년 11월 30일 : 스사키에키마에 우체국이 당 역으로 이전. '스사키에키나이 우체국'으로 개칭.

## 인접 역
| 시코쿠 여객철도 도산 선      | 시코쿠 여객철도 도산 선 | 시코쿠 여객철도 도산 선     |
| ---------------------------- | ----------------------- | --------------------------- |
| K 18 오마 다도쓰 · 고치 방면 | 도산 선                 | 도사신조 K 20 구보카와 방면 |